# Lisówka pomarańczowa

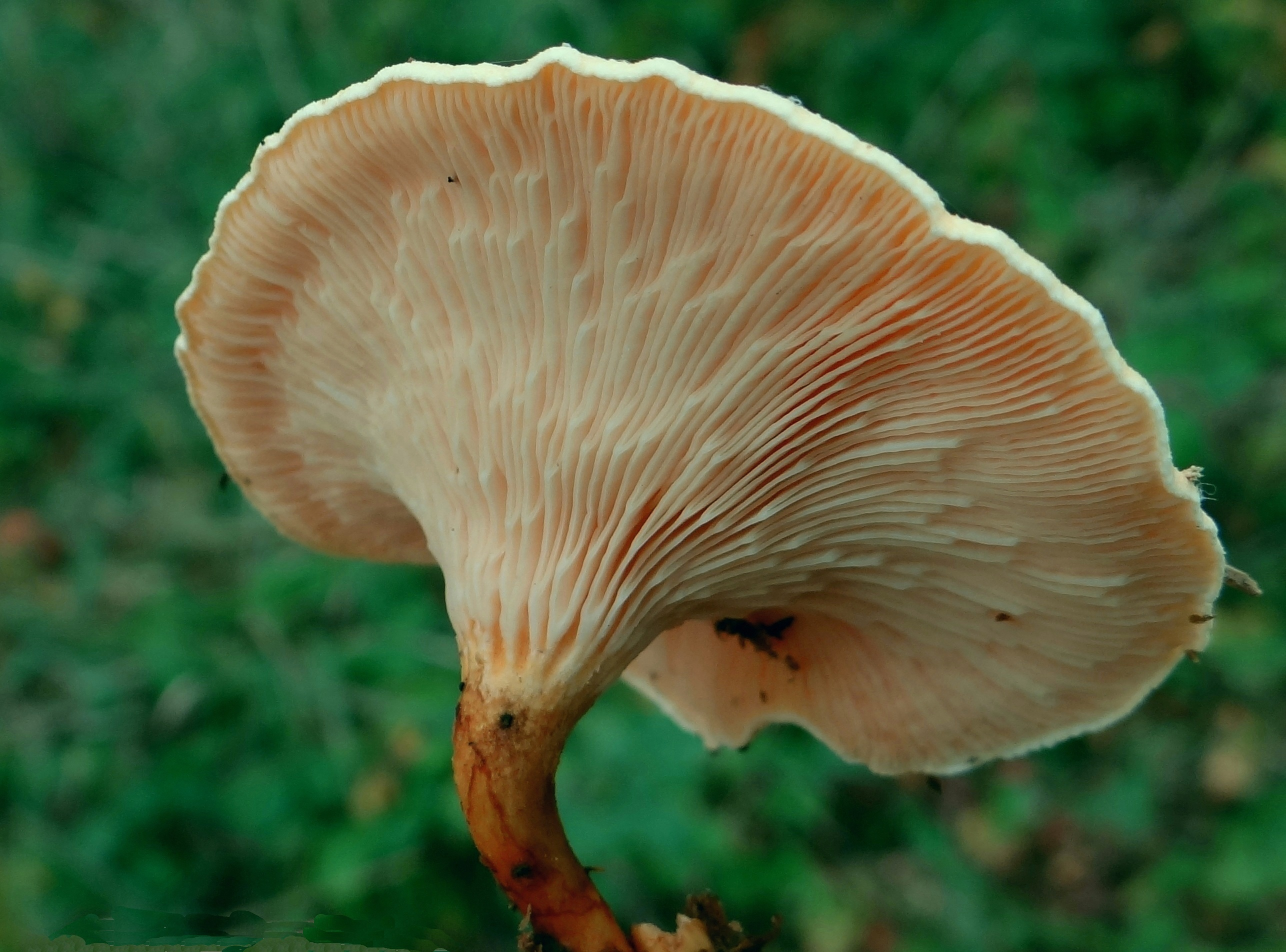
Gęste blaszki i cienki trzon odróżniają lisówkę od pieprznika jadalnego

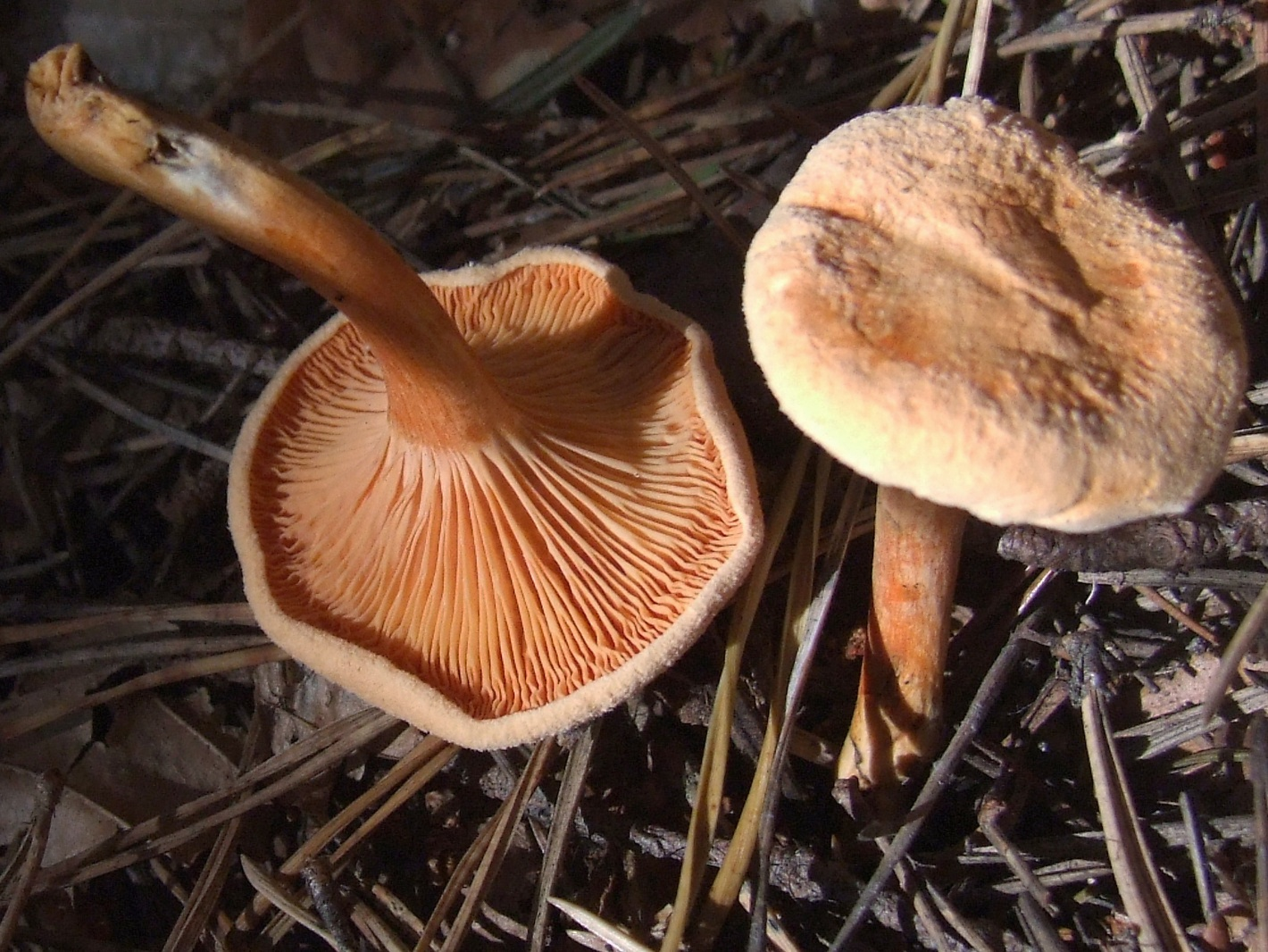
Kolor owocnika ciemniejszy, niż u pieprznika

Lisówka pomarańczowa (Hygrophoropsis aurantiaca (Wulfen) Maire) – gatunek grzybów z rodziny lisówkowatych (Hygrophoropsidaceae).

## Systematyka i nazewnictwo
Pozycja w klasyfikacji według Index Fungorum: Hygrophoropsis, Hygrophoropsidaceae, Boletales, Agaricomycetidae, Agaricomycetes, Agaricomycotina, Basidiomycota, Fungi.
Po raz pierwszy takson ten zdiagnozował w 1781 r. Franz Xaver von Wulfen, nadając mu nazwę Agaricus aurantiacus. Obecną, uznaną przez Index Fungorum nazwę nadał mu w 1921 r. René Charles Maire, przenosząc go do rodzaju Hygrophoropsis. Synonimy naukowe:
Agaricus aurantiacus Wulfen
Agaricus subcantharellus Sowerby,
Cantharellus aurantiacus (Wulfen) Fr.
Cantharellus aurantiacus Krombh.
Cantharellus aurantiacus var. pallidus Cooke
Cantharellus aurantiacus ß lacteus Fr.
Cantharellus brachypodus Chevall.
Cantharellus ravenelii Berk. & M.A. Curtis
Cantharellus rufescens Fr.
Clitocybe aurantiaca (Wulfen) Stud.-Steinh., Hedwigia
Clitocybe aurantiaca var. lactea (Fr.) Rea
Clitocybe aurantiaca var. nigripes (Pers.) Rea
Hygrophoropsis aurantiaca (Wulfen) Maire var. aurantiaca,
Hygrophoropsis aurantiaca var. lactea (Fr.) Corner
Hygrophoropsis aurantiaca var. nigripes (Pers.) Kühner & Romagn.
Hygrophoropsis aurantiaca var. pallida (Cooke) Kühner & Romagn.
Hygrophoropsis aurantiaca var. pallida (Cooke) Heykoop & Esteve-Rav.
Hygrophoropsis aurantiaca var. rufa D.A. Reid
Merulius aurantiacus (Wulfen) J.F. Gmel.
Merulius brachypodis (Chevall.) Kuntze
Merulius nigripes Pers.
Merulius ravenelii (Berk. & M.A. Curtis) Kuntze
Merulius rufescens (Fr.) Kuntze
Nazwę polską podali Barbara Gumińska i Władysław Wojewoda w 1968 r. W polskim piśmiennictwie mykologicznym ma też inne nazwy: kurka jadowita, pieprznik pomarańczowy, lejkówka pomarańczowa. Regionalnie znany pod nazwami: fałszywa kurka, fałszywa kurzajka, fałszywa liszka.

## Morfologia
Kapelusz
Średnica od 2 do 7 cm, u młodych okazów cienkomięsisty z podwiniętym brzegiem i płowego koloru, później na środku lejkowato zapadnięty, o pofałdowanych lub powyginanych brzegach. Kolor od żółtego przez pomarańczowożółty i pomarańczowy do czerwonopomarańczowego. Skórka gładka, nieco matowa, sucha, w niektórych miejscach pilśniowa.
Blaszki
Cienkie, gęste, rozwidlające się, zbiegające na trzon., czasami pofałdowane. Kolor pomarańczowożółty lub pomarańczowy.
Trzon
Wysokość 3–5 cm, grubość 3–10 mm, dołem walcowaty, wyżej stożkowato rozszerzający się i płynnie przechodzący w kapelusz. U młodych osobników pełny, u starszych pusty. Kolor taki jak blaszek, tylko u nasady czerniawy, skórka pilśniowa.
Miąższ
Biały lub kremowy, soczysty i miękki. Smak i zapach łagodny, gorzko-kwaśny.
Wysyp zarodników
Bladożółty lub kremowy. Zarodniki eliptyczne, o gładkiej powierzchni i rozmiarach 6–7 × 4 μm.
Gatunki podobne
- pieprznik jadalny (Cantharellus cibarius), od którego różni się gęstszymi blaszkami i ciemniejszymi, bardziej pomarańczowymi owocnikami[6], zazwyczaj ma też cieńszy trzon[4].
- pieprznik pomarańczowy (Cantharellus friesii).

## Występowanie
Rośnie w lasach iglastych i mieszanych, pojedynczo lub w grupach, czasami licznie. Rośnie na próchnicy powstałej z igliwia, liści i różnych odpadów drewna, ale czasami także na ziemi. Owocniki pojawiają się od września i występują do listopada. Rośnie pod jodłami, bukami i sosnami.

## Znaczenie
Uważana jest za grzyb niejadalny. Zawiera arabitol i zjedzona w większych ilościach może u niektórych spowodować zaburzenia trawienne z objawami charakterystycznymi dla zatrucia gastrycznego. Niektórzy jednak uważają, że jest nieszkodliwa.